# Isla Porcher
La Isla Porcher (del inglés: Porcher Island) es una isla localizada en el estrecho de Hécate, en la provincia de la Columbia Británica, Canadá, cerca de la desembocadura del río Skeena y al suroeste de la ciudad portuaria de Prince Rupert.
Con una extensión territorial de 522 km², la isla Porcher es la 67.ª isla mayor de Canadá y la 8.ª de la Columbia Británica. La isla, junto con algunos de sus alrededores, tenía una población de 37 en el censo de Canadá de 2006, bajando un 26 % con respecto del censo de 2001.

## Historia
La isla lleva el nombre de Edwin Augustus Porcher, RN (1821-78), quien se desempeñó como comandante del HMS Sparrowhawk en una Base Naval en la isla de Vancouver desde la primavera de 1865 hasta que regresó a Inglaterra en el otoño de 1868. Mientras servía en la escuadra del Pacífico Norte, el comandante Porcher hizo cuatro viajes de verano a la costa norte de Columbia Británica, en 1866, en 1867 y dos veces en 1868. Porcher fue nombrada así por el capitán Daniel Pender en 1867.